# Neutralidad sueca

Bandera de Suecia

La neutralidad sueca se refiere a la antigua política sueca de neutralidad en los conflictos armados, que estuvo vigente entre principios del siglo XIX y 2009, cuando Suecia firmó varios tratados de defensa mutua con la UE y otros países nórdicos.
Desde el momento de las Guerras Napoleónicas, Suecia no ha iniciado ningún combate armado directo. Sin embargo, el ejército y el gobierno de Suecia han participado en importantes acciones de mantenimiento de la paz y otras funciones de apoyo militar en todo el mundo. La adhesión a la Unión Europea en 1995 significó la eliminación de la neutralidad como principio y culminó con su adhesión como último miembro de la OTAN en marzo de 2024. Por ende y como resumen la neutralidad del Reino de Suecia estuvo vigente entre principios del siglo XIX y 2024 cuando en el contexto de la invasión Rusa a Ucrania y las múltiples amenazas del presidente de Rusia a Suecia, esta misma abandona la neutralidad y al alinearse con el bloque occidental al unirse a la Otan en marzo de 2024. 

## Antecedentes
Suecia no se considera tradicionalmente como una nación militar. Sin enfrentar ocupación militar desde 1523, Suecia controlaba en el siglo XVII la actual Suecia y partes de Dinamarca, Finlandia, Rusia, Estonia, Letonia y el norte de Alemania. Suecia libró guerras contra poderes como Dinamarca, Polonia y Rusia. Su papel en la guerra de los Treinta Años (1618-1648) fue significativo, ayudando a determinar el equilibrio de poder político y religioso en Europa que prevalece hasta la actualidad. Suecia invadió Rusia en 1700 y estuvo cerca de derrotar a los rusos. Sin embargo, las fuerzas de Pedro el Grande vencieron a los suecos en 1709 y, a partir de entonces, el poder de Suecia declinó, ya que una por una sus conquistas externas se esfumaron. En 1809, Suecia se vio obligada a ceder Finlandia a Rusia.

## Inicios de la política de neutralidad
La política de neutralidad se originó en gran parte como resultado de la participación de Suecia en las Guerras Napoleónicas durante la cual se perdió más de un tercio del territorio del país, incluida la pérdida traumática de Finlandia a manos de Rusia. El resentimiento hacia el viejo rey precipitó un golpe de Estado y el nuevo régimen formuló una nueva política exterior que se conoció como La política de 1812. 
En 1814, por intermedio del Tratado de Kiel, Suecia obligó a Dinamarca a entregar Noruega. Esto fue reconocido por las potencias aliadas en el Congreso de Viena. La neutralidad fue oficialmente proclamada en 1834.
Desde ese entonces, Suecia no ha tomado parte en ningún combate armado con excepción de misiones de paz. Sin embargo, la política de neutralidad ha sido adaptada en varias ocasiones para servir mejor a los intereses políticos del momento en Suecia.
En la Primera Guerra Mundial Suecia permaneció neutral, en cumplimiento de la política de neutralidad.

## La situación en la Segunda Guerra Mundial

Suecia en Europa, 1942.
Suecia
Alemania Nazi
Zonas ocupadas por Alemania
Aliados alemanes, co-beligerantes y estados títeres
Zonas ocupadas por los Aliados
Otros territorios neutrales

Debido a una combinación entre su ubicación geográfica, maniobras exitosas de realpolitik durante una serie impredecible de eventos y un delicado equilibrio militar, Suecia pudo mantenerse neutral durante la Segunda Guerra Mundial, aunque el cumplimiento de la política de neutralidad fue puesto al límite.
Cuando la Unión Soviética invadió la cercana Finlandia, muchos suecos se ofrecieron como voluntarios para luchar por Finlandia. En miles de reuniones masivas en toda Suecia, el grito fue: "¡La causa de Finlandia es nuestra!" Suecia también brindó amplia ayuda material a Finlandia. Sin embargo, no hubo tropas suecas directamente involucradas en el conflicto. Y cuando los aliados, particularmente Gran Bretaña, quisieron enviar tropas a través de Suecia para ayudar a Finlandia en marzo de 1940, Suecia se negó.
El ataque de Alemania contra Dinamarca y Noruega colocó a Suecia en una situación difícil. Alemania pronto exigió mover los transportes militares sobre territorio sueco para atacar a los defensores de Noruega. Estas demandas fueron rechazadas en abril y mayo de 1940, y solo se permitió el tránsito de los transportes de la Cruz Roja al norte de Noruega. Sin embargo, en junio de 1940, los suecos se sintieron obligados a permitir el tránsito de equipos militares y personal alemanes en licencia entre Noruega y Alemania, a través de Suecia. El Gobierno y el Alto Mando coincidieron en que una guerra sin esperanza con Alemania sería inevitable si las demandas fueran rechazadas.
En relación con el ataque alemán contra la Unión Soviética en junio de 1941, se permitió la transferencia de una división de infantería alemana totalmente equipada bajo el mando del general Engelbrecht de Noruega a Finlandia a través de territorio sueco. Suecia continuó comerciando con Alemania durante la guerra, pero después de la batalla de Stalingrado, Suecia redujo las exportaciones de mineral de hierro a Alemania. Durante la guerra se aplicaron algunas restricciones a la prensa para aplacar a los alemanes.
Con relación al bando aliado, Suecia compartió inteligencia militar y ayudó a entrenar soldados de Noruega y Dinamarca para ser usados en la liberación de sus países. También permitió a los aliados usar bases aéreas suecas entre 1944 y 1945. Al mismo tiempo, el gobierno contribuyó a proteger refugiados que huían de los nazis.

## La situación durante la Guerra Fría

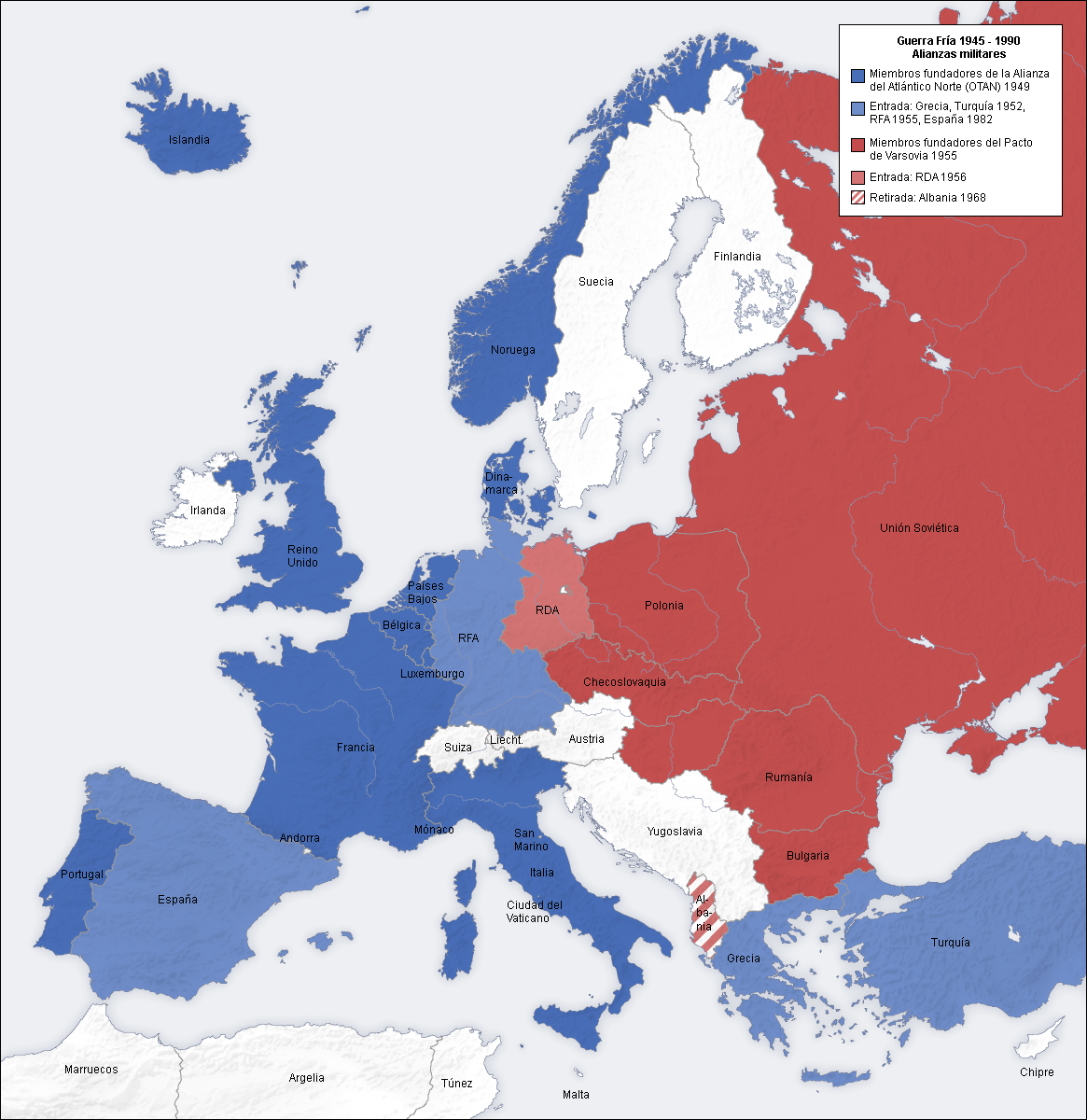
Las dos alianzas militares en Europa con Suecia sin alianza en el medio.

Suecia mantuvo su política de neutralidad después de la Segunda Guerra Mundial, a pesar de la cooperación sustancial con Occidente. En los primeros años de la Guerra Fría, esta política se mantuvo a pesar de que los líderes de Suecia entendieron que la neutralidad probablemente fracasaría en una tercera guerra mundial. El objetivo de la política era evitar el violento intercambio nuclear inicial entre las superpotencias. Esta fue la razón de ser de la política de neutralidad de Suecia hasta finales de la década de 1960, con el advenimiento de la segunda capacidad de ataque y la paridad nuclear.
Públicamente, la estricta política de neutralidad se mantuvo a la fuerza, pero extraoficialmente se mantuvieron lazos fuertes con Estados Unidos. Suecia, por ejemplo, cooperó ampliamente con la inteligencia estadounidense: aunque oficialmente neutral, Suecia de hecho estableció lazos muy estrechos con la OTAN y el gobierno estadounidense a fines de la década de 1940 y principios de la de 1950 y estuvo profundamente involucrada en las operaciones de espionaje de la guerra fría.
Con el tiempo y debido a la política oficial de neutralidad, cada vez menos funcionarios militares suecos conocían la cooperación militar con Occidente, por lo que dicha cooperación en caso de guerra era cada vez más difícil. Al mismo tiempo, la planificación defensiva sueca estaba completamente basada en la ayuda del exterior en caso de guerra. Investigaciones posteriores han demostrado que todos los entrenamientos disponibles para juegos de guerra, incluido el escenario de que Suecia estaba siendo atacada por los soviéticos, y que confiarían en las fuerzas de la OTAN para su defensa. El hecho de que no fuera permisible mencionar esto en voz alta eventualmente llevó a las fuerzas armadas suecas a estar altamente desequilibradas. Por ejemplo, se mantuvo una gran capacidad para defenderse contra una invasión anfibia, mientras que la capacidad de atacar en las zonas de etapas interiores estuvo casi completamente ausente.

## La situación después de la Guerra Fría
Después del final de la Guerra Fría y la caída de la Unión Soviética, Suecia abandonó su política oficial de neutralidad militar, pero continuó comportándose como un país neutral y no alineado. En 1995, Suecia se unió a la Unión Europea (pero rechazó la membresía de la zona euro) y desde mediados de la década de 1990 continuó reduciendo sus fuerzas armadas y se involucró en más misiones internacionales en países como Bosnia-Herzegovina y Afganistán. La continua reducción de su propia defensa nacional y la cuestión de si el país realmente podría defenderse contra un agresor ha provocado algunas críticas.
En 2009, Suecia acordó entablar tratados de autodefensa mutua con la UE y con otros países nórdicos, poniendo así fin a un período de casi 200 años de neutralidad militar oficial. Como resultado de una fuga de cables diplomáticos en 2010, se supo que el gobierno de los Estados Unidos describió la "política de seguridad oficial" de Suecia como "la no participación en alianzas militares durante el tiempo de paz y la neutralidad durante tiempos de guerra". Sin embargo, Suecia sí contribuye a varios grupos de combate de la OTAN y la UE y está involucrado en organizaciones internacionales. Desde marzo hasta octubre de 2011, Suecia participó en el contingente internacional liderado por la OTAN en la guerra de Libia. En mayo de 2016, una encuesta mostró por primera vez que más suecos eran partidarios de la OTAN que quienes se opusieron.
En 2009, el Partido Liberal de Suecia exigía que Suecia se convirtiera en miembro de pleno derecho de la OTAN y argumentó que era necesario un debate abierto sobre el tema. El Partido Liberal se establece como el defensor más fuerte de la membresía plena de la OTAN para Suecia. En marzo de 2009, la portavoz de política exterior del partido, Birgitta Ohlsson, presentó una opinión disidente a la comisión parlamentaria de defensa, que presenta la posición más firme del partido a favor de que Suecia se una a la alianza militar transatlántica.
Los socialdemócratas obtuvieron el poder en Suecia durante las elecciones generales de septiembre de 2014, tras ocho años de gobierno conservador. El primer ministro, Stefan Lofven, prometió ajustar la política exterior de Suecia, lo que incluiría que el país renunciara a sus aspiraciones de unirse a la OTAN.
En 2016, Suecia se convirtió en un "Afiliado de la OTAN" (no miembro) y firmó un tratado que permite que las operaciones de la OTAN se realicen dentro de las fronteras del país.